# David E. Jackson
David Edward Jackson (* ca. 1785–1790; † 24. Dezember 1837 in Paris, Tennessee) war ein US-amerikanischer Trapper und Pelzhändler. Er war von 1826 bis 1830 Gesellschafter des Pelzhandelsunternehmens Smith, Jackson & Sublette, der späteren Rocky Mountain Fur Company. Nach ihm sind Jackson Hole und der Jackson Lake im Grand-Teton-Nationalpark, sowie der Ort Jackson in Wyoming benannt.

## Herkunft und Einstieg in den Pelzhandel
Über David Jacksons Geburt und den Anfang seines Lebens ist fast nichts bekannt. Sicher ist, dass er am Britisch-Amerikanischen Krieg von 1812 teilnahm, er könnte 1815 an der Schlacht von New Orleans unter der Führung von Andrew Jackson beteiligt gewesen sein. Sein älterer Bruder George Jackson war 1810/11 als Indianerhändler am oberen Mississippi River tätig gewesen und kannte seitdem den Politiker, Soldat und Geschäftsmann William Henry Ashley und möglicherweise auch schon dessen späteren Partner Andrew Henry. Ashley & Henry (die spätere Rocky Mountain Fur Company) aus St. Louis wollten 1822 als erste Pelzhändler die Jagd in den Bergen groß aufziehen und ihre lokalen Rivalen von der Missouri Fur Company überflügeln. Dazu setzten sie in die Zeitungen folgende Annonce:

“TO Enterprising Young Men. The subscriber wishes to engage ONE HUNDRED MEN, to ascend the river Missouri to its source, there to be employed for one, two or three years.”

„AN unternehmungslustige junge Männer: Der Unterzeichnende wünscht EINHUNDERT MÄNNER, die zur Quelle des Missouri River hinaufsteigen und dort für ein, zwei oder drei Jahre beschäftigt werden.“

Zu diesem Zeitpunkt lebte David Jackson als Farmer mit Frau und vier Kindern in Ste. Genevieve County, Missouri unterhalb von St. Louis und bewarb sich auf die Anzeige. Nahezu alle Männer, die in den nächsten Jahrzehnten das Bild des Trappers und Pelzhändlers prägen sollten – fast alle Mountain Men, die zu Symbolfiguren für die Frühzeit des Wilden Westens werden sollten – gehörten zu den Teilnehmern dieser Expedition oder ihren unmittelbaren Nachfolgern. Neben David Jackson unterschrieben Jedediah Smith, Jim Bridger, James Clyman, Thomas 'Fitz' Fitzpatrick, Hugh Glass, Edward Rose und die Brüder William und Milton Sublette. Jackson war mit über 30 Jahren unter den Ältesten und Erfahrensten, er wurde vermutlich nicht als Jäger, sondern als Clerk (Pelzankäufer und kaufmännischer Mitarbeiter) eingestellt. Die Gruppe schiffte sich am 8. Mai mit zwei Kielbooten ein und fuhr den Missouri River aufwärts.
Am 3. Juni 1823 war Jackson unter den Trappern des Unternehmens, die von den Arikaree angegriffen wurden. Er wurde dabei verletzt und Jedediah Smith soll ihm das Leben gerettet haben. Der folgende kleine Feldzug des Sixth Regiments der US-Army, 60 Freiwilligen aus dem Kreis der Pelzjäger und rund 200 Krieger der Lakota gegen die Arikaree war der erste Kampf gegen Indianer westlich des Mississippi. Jackson wurde als Offizier der Freiwilligen-Truppen berufen.

## Gesellschafter vonSmith, Jackson & Sublette
Das nächste Mal tritt Jackson auf dem ersten der jährlichen Treffen der Pelzhändler in den Rocky Mountains auf. Bei dem sogenannten Rendezvous waren laut Dokumenten alle Angestellten des Unternehmens anwesend, also wohl auch Jackson. Sicher war er beim folgenden Rendezvous, denn am 16. Juni 1826 kauften Jedediah Smith, William Sublette und er das Handelsunternehmen von Ashley, nachdem Henry bereits 1824 ausgestiegen war. Der Kaufpreis wurde in der Presse mit 30.000 Dollar angegeben, zahlbar über fünf Jahre in bar oder Biberfellen zu fünf Dollar pro Stück. Ashley blieb ihnen jedoch verbunden und belieferte die Company weiterhin mit Vorräten und Tauschgütern. Er ging in der Folge wieder in die Politik und war von 1831 bis 1837 Abgeordneter des Staates Missouri im US-Repräsentantenhaus, engagierte sich besonders in Indianerfragen und starb 1838, kurz nach seinem Rückzug nach St. Louis.
Jackson war in der neuen Partnerschaft namens Smith, Jackson & Sublette für die Organisation der Jagd in den Bergen zuständig, Smith erkundete neue Jagdgebiete im Westen und Sublette leitete das Büro in St. Louis sowie die jährlichen Versorgungszüge. Jackson selbst jagte bevorzugt im Gebiet der Teton Range im heutigen Nordwesten Wyomings, sein engster Mitarbeiter wurde Thomas 'Fitz' Fitzpatrick, der als sein Clerk die kaufmännischen Alltagsgeschäfte führte.
1830 verkauften die Partner das Unternehmen, das ab jetzt Rocky Mountain Fur Company genannt wurde, an ihre Kollegen Jim Bridger, Tom Fitzpatrick, Milton Sublette (den Bruder von William), Henry Freab und Baptiste Gervais. Der Kaufpreis betrug 16.000 Dollar, zahlbar in bar bis zum 15. Juni 1831 oder in Biberpelzen zu 4,25 Dollar pro Stück. Außerdem blieb ihnen der Erlös aus dem Verkauf der diesjährigen Pelze, die sie mit nach St. Louis brachten. Die Saison erbrachte schließlich 84.500 Dollar, die höchste Summe die je ein Unternehmen in St. Louis erzielte.

## Weitere Unternehmungen und Tod
1831 gründeten die drei ehemaligen Partner wieder ein Unternehmen und sie stiegen in den Handel auf dem Santa Fe Trail mit dem mexikanischen Nuevo Mexico ein. Auf ihrem ersten Handelszug wurde Jedediah Smith von Komantschen erschlagen, das Unternehmen nach Verkauf der Waren in Santa Fe liquidiert. Jackson entschloss sich dazu, den Handel mit den mexikanischen Gebieten fortzusetzen, und zog nach Tucson im heutigen Arizona. Von hier folgte er zum Gila River und an diesem zum Colorado River der Route von Juan Bautista de Anza, der die Region 1775 als erster Spanier betreten hatte. Er war der erste Amerikaner in dieser Region. Von hier zog er zunächst zur Mission San Luis Rey, dann nach San Diego. Den Winter 1831/32 reiste er in Kalifornien umher und besuchte die Mission San Gabriel Arcángel, Monterey und kam nördlich bis nach San José und Santa Clara. Ob er San Francisco erreichte, ist umstritten. In Kalifornien kaufte er rund 600 Maultiere und etwa 100 Pferde, die hier billig, bei den Pelzjägern in den Rocky Mountains aber begehrt und teuer waren.
Er kehrte auf demselben Weg im Juli 1832 nach Santa Fe zurück, verkaufte dort einen Teil der Tiere und zog weiter nach Missouri, wo er im Herbst eintraf. In den folgenden Jahren verschlechterte sich seine Gesundheit. Er investierte sein Vermögen in Tennessee und im Süden, später auch in Blei-Minen in Missouri. Geplante weitere Handelsreisen nach Santa Fee 1835 und Kalifornien 1836 musste er aus gesundheitlichen Gründen aufgeben. Im Januar 1837 reiste er nach Paris, Tennessee, wo er sich mit Typhus infizierte. Die nächsten elf Monate lebte er dort in einer Taverne, geschüttelt von ständigen Fieberanfällen, unfähig seinen Geschäften nachzugehen oder heimzukehren. Er starb am 24. Dezember.

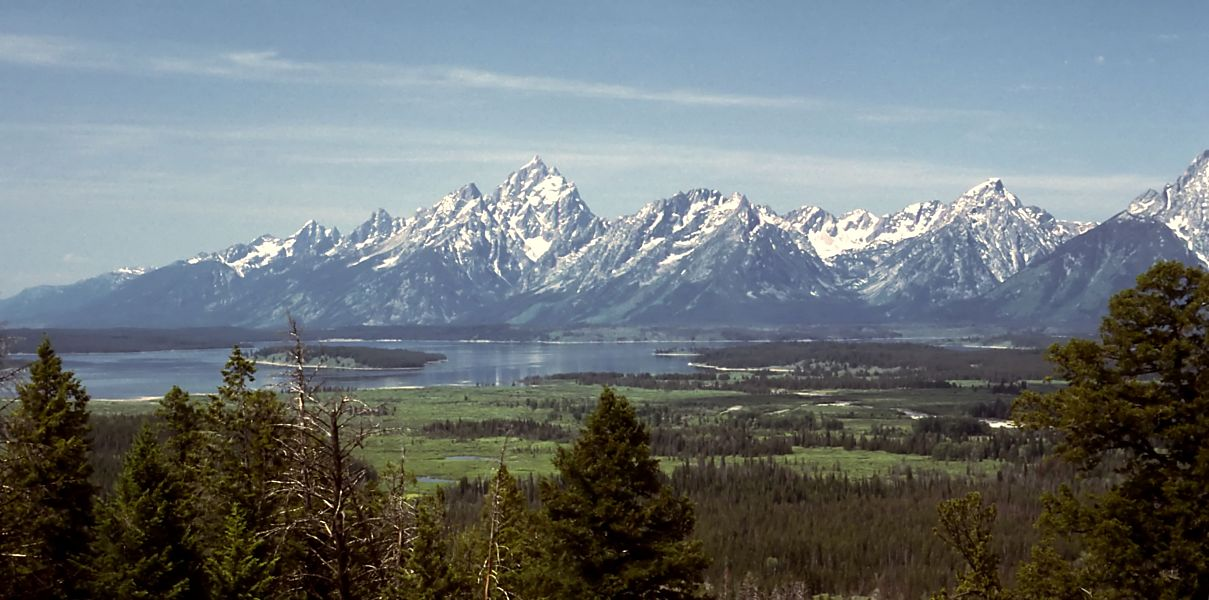
Jackson Hole mit dem Jackson Lake vor der Teton-Range

## Bedeutung
Nach der Rückkehr aus dem Bergen 1830 arbeitete Jedediah Smith an einem literarisch bearbeiteten Bericht über seine Reisen und trug seine Erkenntnisse über die noch kaum erkundete Geographie zwischen den Rocky Mountains und Kalifornien in einer Landkarte zusammen. Jackson half ihm mit seinen Erfahrungen über die nördlichen Jagdgebiete. Im Entwurf dieser Karte tauchte erstmals die Bezeichnung Jackson Lake auf, so wie Sublette Lake für den heute als Yellowstone Lake bekannten See. Das Tal rund um den See östlich der Teton Range, in dem Jackson mehrfach den Winter verbrachte, wurde erstmals 1835 auf einer Landkarte von Warren Angus Ferris als Jackson Hole bezeichnet. Im Süden des Tals entstand später der Ort Jackson, Wyoming.
Jackson war der erste Amerikaner, der von Santa Fe auf der südlichen Route nach Kalifornien reiste, im Abschnitt zwischen Santa Fe und Tucson war er möglicherweise der erste Weiße, der das Land der Apachen vollständig durchquerte. In der Colorado-Wüste erkundete er die Wasserstellen und legte damit die Grundlage für den Feldzug Stephen Watts Kearnys und seiner Army of the West im Mexikanisch-Amerikanischen Krieg 1846/48.
Seine Beiträge zum Pelzhandel stehen im Schatten der Kollegen Smith, Sublette, Fitzpatrick und anderen. Aber Jackson organisierte die Jagd eines der bedeutendsten amerikanischen Pelzhandelsunternehmen in seiner besten Zeit, als es mit der britischen Hudson’s Bay Company mithalten konnte. Unter seiner Führung waren die Kontakte zu den Indianern friedlich und seine Arbeit finanzierte die spektakuläreren Entdeckungen Smiths. Autor Don Berry nennt ihn deshalb den „Trapper par excellence“ und fährt fort: „Er machte keine Geschichte, erkundete [als Pelzjäger] keine terra incognita, er verlor nicht Männer rechts und links [wie Smith auf seinen Expeditionen]. Er war nicht besonders an Politik interessiert und hatte keinen großen Ehrgeiz. Aber Saison für Saison brachte er unauffällig die Pelze zum Rendezvous, die Smith, Jackson & Sublette im Geschäft hielten.“